# Rodolphe Radau
Jean Charles Rodolphe Radau, född 22 januari 1835 i Angerburg, Preussen, död den 21 december 1911 i Paris, var en tyskfödd fransk astronom.
Radau begav sig 1858 till Paris, där han blev naturaliserad fransman och vetenskaplig medarbetare i ett flertal stora tidningar och tidskrifter, särskilt Revue des deux Mondes. Vid sidan av sin journalistiska verksamhet ägnade han sig åt rent vetenskapliga arbeten, särskilt inom astronomi, fysik och närliggande ämnen. Radau tilldelades Lalandepriset 1884. Han blev 1897 ledamot av Franska institutet och 1899 av Bureau des longitudes i Paris. Radaus främsta vetenskapliga arbeten avhandlade frågor inom den teoretiska astronomin samt teorin för den atmosfäriska refraktionen. I en serie avhandlingar över trekropparsproblemet visade han, hur de differentialekvationer, till vilka detta problem leder, kan väsentligen förenklas. Han ägnade även flera arbeten åt teorin för jordens form, och han leddes därvid på teoretisk väg till en uppskattning av jordens avplattning, som avvek från det då på grund av observationerna som sannolikast ansedda värdet, men som genom senare observationsresultat bekräftats. Hans arbeten över teorin för månens rörelse lämnade viktiga bidrag till denna teori, och han erhöll därför av Franska vetenskapsakademien 1892 ett för behandlingen av detta ämne utsatt pris. Radaus inte minst viktiga arbeten är de som behandlar refraktionsteorin. Det sista av dessa arbeten, Essai sur les réfractions astronomiques (1889), innehåller på hans teoretiska undersökningar baserade refraktionstabeller.

## Eftermäle
Nedslagskratern Radau på planeten Mars är uppkallad efter honom.